# Asalto al Cuartel Domingo Goicuría
El Cuartel Domingo Goicuría, fue la sede del Regimiento Plácido, en la ciudad occidental de Matanzas, provincia de Cuba. Este cuartel fue dirigido por Pilar Danilo García que fue trasladado por Fulgencio Batista presidente cubano en aquellos años, en 1955 para la provincia de Matanzas, como Jefe del Regimiento n.º 4 de la Guardia Rural. La sede es mayormente conocida por el asalto ocurrido el 29 de abril de 1956 durante la lucha contra la dictadura de Fulgencio Batista. En este acto perdieron la vida 15 combatientes, entre ellos Reynold García García, líder de la acción.

## Antecedentes
A finales de 1955, Reynold García García y Mario Vázquez empezaron a organizarse para combatir de manera directa el régimen de Fulgencio Batista, habiendo sido parte de otros esfuerzos políticos dentro del Partido Revolucionario Cubano Auténtico. Inicialmente el ataque fue planeado en la ciudad de Varadero, desistiendo por un objetivo más manejable, debido al poco material con el que los guerrilleros contaban. A pesar de sus limitaciones, Reynold García logró reclutar cerca de una veintena de combatientes, entrenando y preparando el asalto en su hogar en Matanzas. A pesar de la falta de material, Reynold hacía reconocimientos en Goicuría y sus alrededores, consiguió un plano del recinto y tuvo acercamientos con algunos contactos con militares destacados y en especial con su primo Rolando García Burgois.

## Asalto al cuartel
Los objetivos del ataque eran parecidos a los del asalto al Cuartel Moncada (tomar el cuartel, armar a la población, seguir en la lucha contra Fulgencio Batista), Antes del ataque inicial, a las 12:30 p. m. del domingo 29 de abril, el primer camión cruzó por la posta militar número seis y penetró por el perímetro defensivo del cuartel. El plan inicial era que el camión irrumpiera a la base y a partir de ahí los rebeldes entraran al perímetro, pero el camión quedó inutilizado por los disparos de los soldados, atascando a los demás rebeldes y ocasionando un tiroteo que duro de 15 a 20 minutos.
Después del enfrentamiento y la confusión inicial, los rebeldes se replegaron a la vez que los primeros asesinatos sucedieron minutos después, dejando como saldo 15 rebeldes muertos. Los rebeldes muertos fueron; Mario Vázquez, Francisco Alonso, Carlos M. Álvarez, Jorge Armengol, Rolando Castillo, Nelson Hernández, Julio A. García, Marino Jaime, Gonzalo Quesada, César M. Rodríguez, Julián R. Rodríguez, Emilio Sabugüeiro, José Fosca, Marcos Veira y el propio Reynold García García. 4 soldados resultaron heridos. Los guerrilleros restantes detenidos y torturados por las fuerzas gubernamentales.
Después del triunfo de la revolución cubana se inició la causa n.º 27 el 26 de febrero de 1959 contra Pilar Danilo García quien dirigía el cuartel, éste se exilió en los Estados Unidos. El cuartel Domingo Goicuría fue convertido en el centro escolar Mártires del Goicuría, en memoria de los muertos de 1995.